# Roberto Fernández Retamar
Roberto Fernández Retamar (L'Avana, 9 giugno 1930 – L'Avana, 20 luglio 2019) è stato uno scrittore cubano.
Attivista rivoluzionario, diede vita ad una poesia di testimonianza storico-sociale. Tra le sue opere si citano Patrie (1952), Volta della speranza antica (1957), Poesia riunita (1966), A chi possa interessare (1970), Versi (1999), ecc.
Scrive un importante saggio sul Modernismo.